# Pölöskefő, Zala
Pölöskefő  este un sat în districtul Nagykanizsa, județul Zala, Ungaria, având o populație de 386 de locuitori (2011). 

## Demografie
Componența etnică a satului Pölöskefő
     Maghiari (98,18%)
     Romi (1,82%)
Componența confesională a satului Pölöskefő
     Romano-catolici (84,97%)
     Fără religie (8,03%)
     Necunoscută (6,22%)
     Reformați (0,78%)
Conform recensământului din 2011, satul Pölöskefő avea 386 de locuitori. Din punct de vedere etnic, majoritatea locuitorilor (98,18%) erau maghiari, cu o minoritate de romi (1,82%).  Din punct de vedere confesional, majoritatea locuitorilor (84,97%) erau romano-catolici, cu o minoritate de persoane fără religie (8,03%). Pentru 6,22% din locuitori nu este cunoscută apartenența confesională.